# Owanes Megerdunijan
Owanes Megerdunijan, także Megerdun, pers. آوانس مگوئردونیان (ur. w 1929 w Teheranie) – irański narciarz alpejski, olimpijczyk.
Na wszystkich igrzyskach, w których brał udział pełnił rolę chorążego.

## Występy na IO
| Rok  | Igrzyska Olimpijskie | Konkurencja   | Wyniki                  |
| 1964 | Innsbruck 1964       | zjazd         | 69.                     |
| 1964 | Innsbruck 1964       | slalom gigant | 64.                     |
| 1964 | Innsbruck 1964       | slalom        | odpadł w kwalifikacjach |
| 1968 | Grenoble 1968        | zjazd         | 69.                     |
| 1968 | Grenoble 1968        | slalom gigant | 73.                     |
| 1968 | Grenoble 1968        | slalom        | odpadł w kwalifikacjach |